# Stuwkracht-gewichtsverhouding
De verhouding tussen de stuwkracht van een raketmotor, straalmotor, propellermotor en het gewicht van de motor of het aangedreven voertuig is de stuwkracht-gewichtsverhouding. Tijdens bedrijf verandert de momentane stuwkracht-gewichtsverhouding van een voertuig o.a. door het verbruik van brandstof. De stuwkracht-gewichtsverhouding op basis van de initiële stuwkracht en gewicht wordt vaak gebruikt om de prestaties van voertuigen onderling met elkaar te vergelijken.

## Berekening
De stuwkracht-gewichtsverhouding kan berekend worden door de stuwkracht (newton) te delen door het gewicht (newton) van de motor of het voertuig. Het resultaat is een dimensieloos getal. Om de stuwkracht-gewichtsverhouding van twee of meer motoren of voertuigen te kunnen vergelijken moet de stuwkracht onder gecontroleerde omstandigheden gemeten worden.

## Vliegtuig
Bij het bepalen van de prestaties van een vliegtuig zijn de stuwkracht-gewichtsverhouding en vleugelbelasting de twee belangrijkste parameters. Bijvoorbeeld, de stuwkracht-gewichtsverhouding van een gevechtsvliegtuig is een goede indicator van de wendbaarheid van het vliegtuig.
Tijdens de vlucht varieert de stuwkracht-gewichtsverhouding voortdurend. De stuwkracht varieert met de gasklep stand, luchtsnelheid, hoogte en luchttemperatuur. Het gewicht is afhankelijk van het brandstofverbruik en eventuele veranderingen (afwerpen) van de lading. De vermelde stuwkracht-gewichtsverhouding van vliegtuigen is vaak de maximale statische stuwkracht op zeeniveau, gedeeld door het maximale startgewicht.
Van een vliegtuig op kruissnelheid is de stuwkracht-gewichtsverhouding de inverse van de liftkracht-luchtweerstandsverhouding, omdat de stuwkracht dan gelijk is aan de luchtweerstand en het gewicht gelijk is aan de liftkracht.

{\displaystyle \left({\frac {S}{G}}\right)_{\mathrm {kruissnelheid} }={\frac {1}{\left({\frac {L}{D}}\right)_{\mathrm {kruissnelheid} }}}}
- L = liftkracht
- D = luchtweerstand

### Propeller-aangedreven vliegtuig
Voor met propeller-aangedreven vliegtuigen kan de stuwkracht-gewichtsverhouding als volgt worden berekend:

{\displaystyle {\frac {S}{G}}=\left({\frac {\eta _{\mathrm {p} }}{V}}\right)\left({\frac {P}{G}}\right)}
- {\displaystyle \eta _{\mathrm {p} }} = voortstuwingsrendement
- {\displaystyle V} = werkelijke luchtsnelheid
- {\displaystyle P} = motorvermogen

## Raket

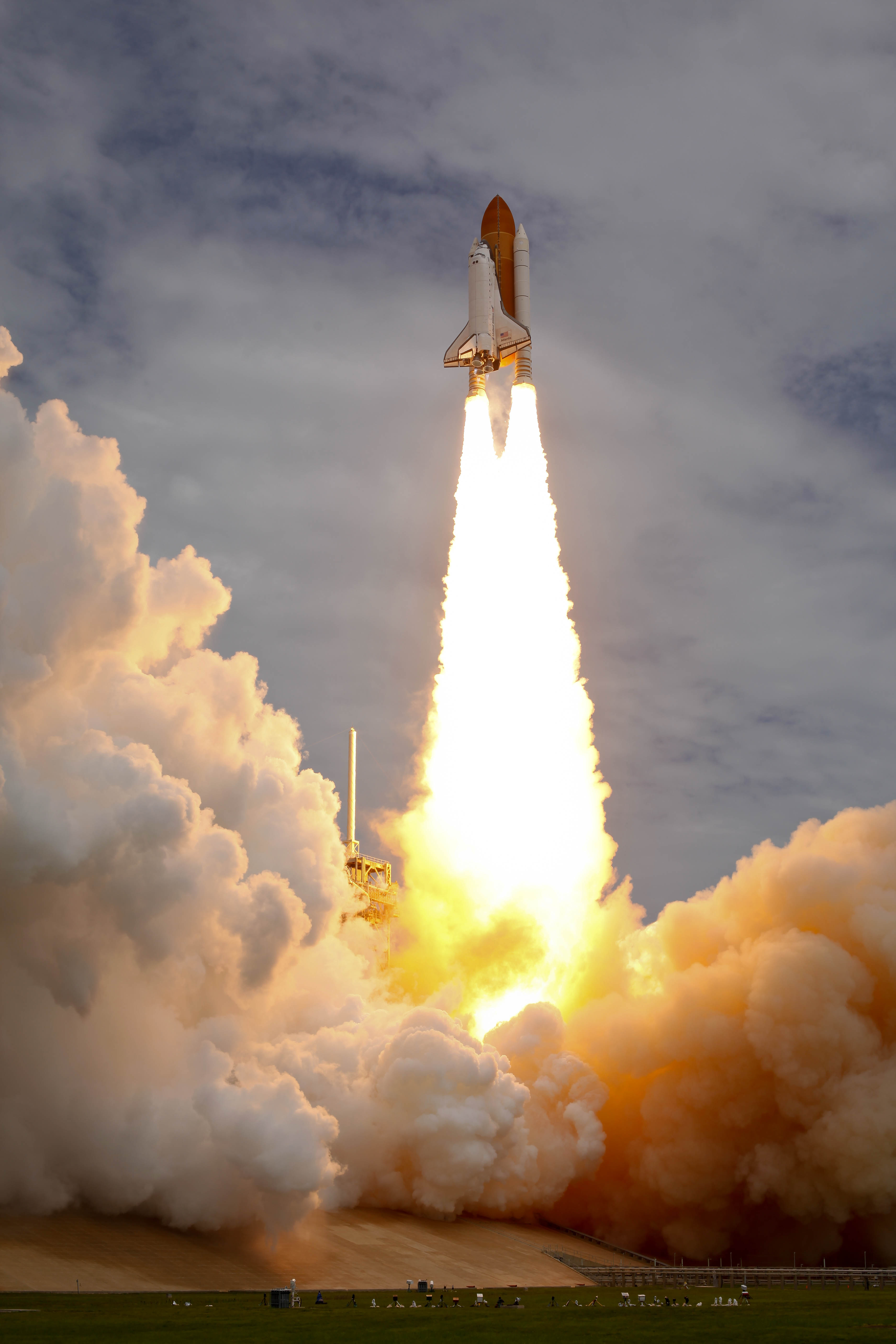
Space Shuttle Atlantis overwint de zwaartekracht

De stuwkracht-gewichtsverhouding van een raket of door een raket-aangedreven voertuig, is een indicator van de versnelling, uitgedrukt in veelvouden van de zwaartekrachtversnelling (g).
Raketten en raket-aangedreven voertuigen opereren in een breed scala van zwaartekrachtomgevingen, waaronder de gewichtloze omgeving. Het is gebruikelijk om de stuwkracht-gewichtsverhouding te berekenen met het initiële gewicht op zeeniveau op aarde.
Het is belangrijk op te merken dat de stuwkracht-gewichtsverhouding van een raket verandert als brandstof wordt verbruikt. Als de stuwkracht constant is, dan is de maximale verhouding (maximale versnelling van het voertuig) bereikt vlak voor de brandstof volledig is verbruikt (brandstofgewicht is praktisch nul op dit punt). Dus voor elke raket is er een karakteristieke stuwkracht-gewichtcurve of versnellingscurve, niet alleen een scalaire grootheid.
De stuwkracht-gewichtsverhouding voor alleen de motor is groter dan voor het hele lanceervoertuig. De stuwkracht-gewichtsverhouding van alleen de motor is van belang, omdat die de maximale versnelling bepaald die elk voertuig met behulp van die motor in theorie zou kunnen bereiken met een minimum aan brandstof en een zo licht mogelijke bouwwijze.
Om van het aardoppervlak op te kunnen stijgen zonder gebruik te maken van aerodynamische lift is een stuwkracht-gewichtsverhouding van meer dan 1 nodig. Over het algemeen is de stuwkracht-gewichtsverhouding numeriek gelijk aan de g-kracht dat het voertuig kan genereren.
Vele factoren hebben invloed op de stuwkracht-gewichtsverhouding. De momentane waarde varieert meestal tijdens de vlucht, met variaties van de stuwkracht als gevolg van snelheid en hoogte. Het gewicht als gevolg van de resterende brandstof en laadvermogen. De belangrijkste factoren die de stuwkracht beïnvloeden zijn de vrije luchtstroom, temperatuur, druk, dichtheid en de samenstelling van de atmosfeer. Afhankelijk van de motor of het lanceervoertuig in kwestie zullen de werkelijke prestaties vaak worden beïnvloed door drijfvermogen en het lokale zwaartekrachtsveld.

## Voorbeelden
De in Rusland gebouwde RD-180-raketmotor die o.a. de Atlas V-raket aandrijft genereert 3.886 kN stuwkracht op zeeniveau en heeft een droog gewicht van 5.480 kg. Met de waarde van de zwaartekrachtversnelling aan het oppervlak van de aarde 9.807 m/s² kan de stuwkracht-gewichtsverhouding als volgt berekend worden: (1 kN = 1000 N = 1000 kg⋅m/s²)
{\displaystyle {\frac {S}{G}}={\frac {3.886\ \mathrm {kN} }{(5.480\ \mathrm {kg} )(9{,}807\ \mathrm {m/s^{2}} )}}=0{,}07230\ {\frac {\mathrm {kN} }{\mathrm {N} }}=72{,}30\ {\frac {\mathrm {N} }{\mathrm {N} }}=72{,}30}

### Vliegtuigen
| Voertuig                   | S/G    | Scenario                                                             |
| -------------------------- | ------ | -------------------------------------------------------------------- |
| Boeing 777-300             | ~0,350 | Maximaal startgewicht, vol vermogen                                  |
| Concorde                   | ~0,373 | Maximaal startgewicht, vol vermogen met naverbrander                 |
| English Electric Lightning | ~0,63  | Maximaal startgewicht, vol vermogen                                  |
| F-22 Raptor                | ~0,84  | Maximaal startgewicht                                                |
| MiG-29                     | ~1,1   |                                                                      |
| F-15 Eagle                 | ~1,04  | Nominaal startgewicht                                                |
| F-16 Fighting Falcon       | ~1,096 |                                                                      |
| Hawker Siddeley Harrier    | ~1,1   |                                                                      |
| Eurofighter Typhoon        | ~1,25  |                                                                      |
| English Electric Lightning | ~1,2   | Minimaal startgewicht, met naverbrander                              |
| Space Shuttle              | ~1,5   | Tijdens de start                                                     |
| F-15 Eagle                 | ~1,6   | Minimaal startgewicht, met naverbrander                              |
| F-22 Raptor                | ~1,61  | Minimaal startgewicht, met naverbrander                              |
| Dassault Rafale            | ~1,69  | Minimaal startgewicht, met naverbrander                              |
| Space Shuttle              | ~3     | Maximaal (niet op maximaal motorvermogen i.v.m. comfort astronauten) |

### Raketmotoren
|                                        |             | Stuwkracht | Stuwkracht   | Stuwkracht:gewichtsverhouding | Stuwkracht:gewichtsverhouding |
| Raketmotor                             | Gewicht, kg | Vacuüm kN  | Zeeniveau kN | Vacuüm                        | Zeeniveau                     |
| -------------------------------------- | ----------- | ---------- | ------------ | ----------------------------- | ----------------------------- |
| Merlin 1D (Full Thrust-uitvoering)     | 470         | 914        | 845          | 199.6                         | 184.5                         |
| NK-33                                  | 1.235       | 1.664      | 1.534        | 137.4                         | 126.7                         |
| Vulcain 1                              | 1.300       | 1.113      | 773          | 87.3                          | 60.6                          |
| RD-107                                 | 1.190       | 1.000      | 814          | 85.7                          | 69.7                          |
| RD-170                                 | 9.750       | 7.903      | 7.550        | 82.7                          | 79                            |
| RD-180                                 | 5.480       | 4.215      | 3.886        | 78.4                          | 72.3                          |
| Vulcain 2                              | 1.800       | 1.359      | 939          | 77                            | 53.2                          |
| RS-25 Space Shuttle Main Engine (SSME) | 3.526       | 2.279      | 1.859        | 65.9                          | 53.8                          |
| RS-68A                                 | 6.597       |            | 3.203        |                               | 49.5                          |
| RS-68                                  | 6.597       | 3.416      | 2.949        | 52.8                          | 45.6                          |